# Andreja Podlogar
Andreja Podlogar, slovenska plesalka, * 1970.
Andreja je slovenska plesalka in koreografinja argentinskega tanga. Njen soplesalec je bil Blaž Bertoncelj. V letu 1998 sta si z priborila naslov Svetovnih prvakov v argentinskem tangu, pet let kasneje pa sta s svojim nastopom na V. Mednarodnem festivalu argentinskega tanga v Buenos Airesu navdušila argentinsko publiko in medije. S svojim plesom sta se predstavila tudi v ZDA, na Kitajskem, v Hong Kongu, Turčiji, Franciji, Nemčiji, Italiji, Avstriji, Belgiji, Poljski, Srbiji, Hrvaški, Grčiji, Južnoafriški republiki in Sloveniji.